# Urtica magellanica
Urtica magellanica es una especie de planta herbácea de la familia Urticaceae. Se desarrolla en la cordillera costera en elevaciones inferiores a 1100 m s. n. m. Es una especie de América del sur, se encuentra en  Colombia, Ecuador, Bolivia, Perú, Argentina  y Chile. 

## Descripción
Es una hierba anual, monoica; aquenios de contorno subcircular, planta de tallo erguidos. Tallo verde o blanquecino, no teñido de rojo, escasamente pubescentes, de color verde claro, esetuloso. Peciolo largo. Hojas anchas opuestas de 10 a 12 cm de longitud por 4 a 6 cm de ancho de forma lanceolada, superficie de la hoja abaxial pubescente de color verde claro y  base cuneada, borde aserrado. Pelos urticantes en los tallos y en las hojas.  Periantio fructífero sin pelos urticantes. 

## Propiedades
La característica más conocida de esta planta es la presencia de pelos urticantes (tricomas) cuyo líquido ácido (ácido fórmico) produce una irritación con picor intenso en la piel cuando se la toca o roza. El extracto Urtica magellanica presentó efecto hipotensor. 

## Taxonomía
Etimología
Urtica: nombre genérico dado por Linneo que viene de la palabra latina: ùrere que significa "quemar" o "irritar".
Sinonimia
- Urtica dioica var. pycnantha Wedd. & DC. [1]

## Nombre común
- Ortiga, quisa, Kisa, madre kisa, atapallo. [4]